# 赫雷斯斗牛场

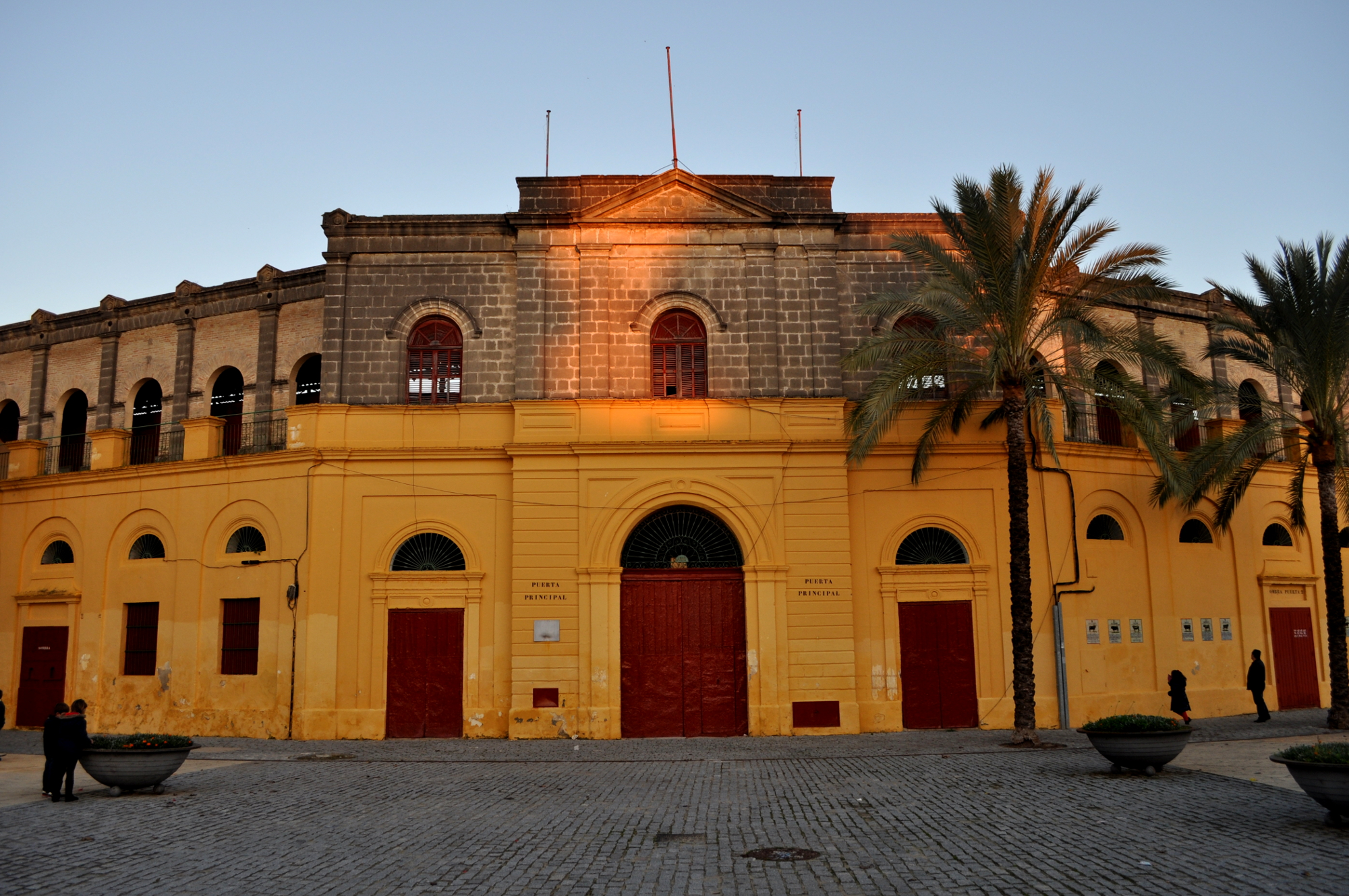

赫雷斯斗牛场（Plaza de Toros de Jerez）是一个斗牛场，位于西班牙安达卢西亚自治区加的斯省赫雷斯-德拉弗龙特拉。它建于19世纪上半叶，是建筑师弗朗西斯科·埃尔南德斯·鲁比奥（Francisco Hernández Rubio）的作品，是安达卢西亚最古老、最具标志性的斗牛场之一。目前可容纳9500名观众。

## 历史
赫雷斯斗牛场建于1839年。 在此以前，斗牛在奥斯定广场（Plaza de las Angustias）进行。1840年6月7日，第一座斗牛场开幕。这是一座16边形的木制建筑，两层，可容纳11000名观众。1860年6月24日，一场大火摧毁了斗牛场，1872年重建。1891年6月16日，又发生了一场火灾，比前一场火灾轻。1894年，现在的斗牛场重新开放。

## 建筑

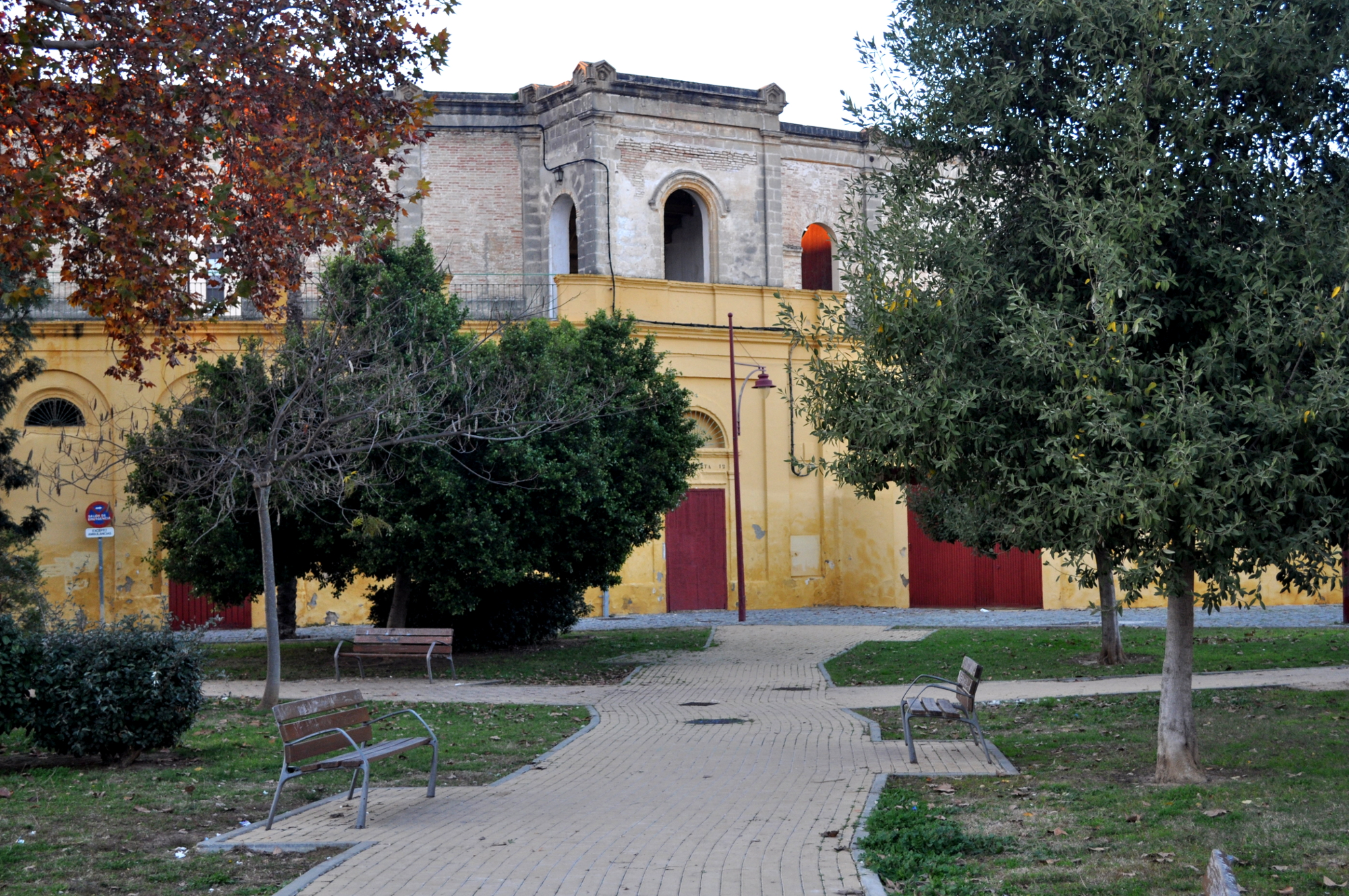

赫雷斯斗牛场为折衷主义风格，带有古典主义建筑的味道。斗牛场立面的瓷砖描绘在1955年至1983年间历届参赛的公牛。